# Райт, Нарцисса
Нарцисса Райт (англ. Narcissa Wright; род.; 21 июля 1989 года; Стивенс-Поинт, Висконсин, США) — американский спидраннер и соосновательница сайта SpeedRunsLive, который позволяет спидраннерам соревноваться друг с другом в режиме реального времени. Ранее она была рекордсменом по самому быстрому завершению игр The Legend of Zelda: The Wind Waker на GameCube, The Legend of Zelda: Ocarina of Time на iQue Player, Paper Mario на Wii используя Virtual Console и Castlevania 64 на Nintendo 64.
Райт присутствовала на многих известных благотворительных соревнованиях по скоростному прохождению игр, включая Awesome Games Done Quick и DreamHack 2014.

## Карьера
В 2006 году Райт заинтересовался багами и эксплойтами, которые использовались для завершения игр быстрее, чем предполагали их разработчики. Она начал читать дискуссии о скоростных играх на форумах Speed Demos Archive. Вскоре она сам начал проходить игры на скорость и часами практиковаться, в частности, на играх The Legend of Zelda: Ocarina of Time и The Legend of Zelda: The Wind Waker. Райт практиковал обе игры в течение нескольких часов, транслируя процесс на своем аккаунте в Twitch, собирая большую аудиторию. В июле 2014 года Райт установил мировой рекорд по скоростному прохождению The Legend of Zelda: Ocarina of Time, завершив игру за 18 минут и 10 секунд. Этот прогон является одним из самых известных спидранов Ocarina of Time, отчасти из-за видео Райта с комментариями и объяснениями методов, использованных в прогоне, которые получили более миллиона просмотров на Youtube. Результат держал лидирующие позиции в течение полугода, пока не был побит на три секунды Джоэлом В. Экманом. По мере того, как популярность Райт начала расти, она стала проходить больше игр, таких как Paper Mario и Castlevania 64.
В 2009 году она и Дэниел Харт вместе создали сайт SpeedRunsLive. Они стремились создать «хорошо проработанную гоночную платформу» через IRC. Вскоре на сайте появилось много спидраннеров, которые транслировали свои прохождения через Twitch.
Райт и многие другие участники SpeedRunsLive в прошлом принимали участие в различных благотворительных мероприятиях, организованных Speed Demos Archive, в частности, Awesome Games Done Quick. Она поддержала почти все эти события, проводя игры во время марафонов.
Райт также является опытным игроком Super Smash Bros. Melee.
В 2015 году Райт был приглашен Нинтендо для участия в чемпионате мира по Нинтендо вместе с пятнадцатью другими игроками. Ему удалось дойти до финального раунда соревнований, где она соревновался с Джоном Намберс, чтобы пробиться как можно дальше в серии из четырех уровней Super Mario Maker. Она занял второе место на Чемпионате после столкновения с трудностями в части финального уровня и получила новый Nintendo 3DS XL, подписанный Сигеру Миямото.

## Биография
Райт родился и вырос в Стивенс Пойнте, штат Висконсин. Позже она переехал в Чикаго, штат Иллинойс, чтобы учиться в Колумбийском колледже в Чикаго, где изучал графический дизайн. После окончания колледжа она работал в области искусства и веб-дизайна.
Райт сделал каминг-аут как трансгендерная женщина в ноябре 2015 года и начал переход, изменив свое имя на Нарцисса. 7 апреля 2016 года она временно удалила свою учетную запись на Twitch, сославшись на травлю. Ее учетная запись на Twitch была заблокирована на неопределенный срок в июне 2018 года из-за нарушения правил сайта.